# Dime Trap
Albums de T.I.
Us or Else: Letter to the System
(2016)
Singles
1. Jefe
Sortie : 9 septembre 2018
2. Wraith
Sortie : 9 septembre 2018
3. The Weekend
Sortie : 27 septembre 2018

Dime Trap est le dixième album studio du rappeur américain T.I., sorti en 2018.

## Liste des titres
Source : iTunes Store
| 1.    | Seasons (featuring Sam Hook)                       | - Clifford Harris, Jr.                              | - MyGuyMars - King Vay      | 4:35 |
| 2.    | Laugh at Em                                        |                                                     | - Just Blaze - Cardiak      | 3:22 |
| 3.    | Big Ol Drip (featuring Watch the Duck)             |                                                     | - Shawty Redd - Pyro da God | 3:18 |
| 4.    | Wraith (featuring Yo Gotti)                        | - Harris, Jr. - Mario Mims - Scott Spencer Storch   | - Scott Storch - Avedon     | 4:34 |
| 5.    | The Weekend (featuring Young Thug)                 | - Harris, Jr. - Jeffery Williams - Kasseem Dean     | Swizz Beatz                 | 4:47 |
| 6.    | The Amazing Mr. Fuck Up (featuring Victoria Monét) | - Harris, Jr. - Victoria McCants - Eric Gabouer     | Eric G                      | 3:48 |
| 7.    | At Least I Know (featuring Anderson .Paak)         |                                                     |                             | 5:23 |
| 8.    | What Can I Say                                     |                                                     | Lil' C                      | 3:43 |
| 9.    | Jefe (featuring Meek Mill)                         | - Harris, Jr. - Robert Williams - Shondrae Crawford | Mr. Bangladesh              | 3:24 |
| 10.   | More & More (featuring Jeezy)                      |                                                     |                             | 4:26 |
| 11.   | Pray For Me (featuring YFN Lucci)                  |                                                     |                             | 3:33 |
| 12.   | Looking Back                                       |                                                     | David Banner                | 3:31 |
| 13.   | Light Day                                          | - Harris, Jr. - Messiah Harris                      | Messiah Harris              | 3:23 |
| 14.   | You (featuring Teyana Taylor)                      |                                                     |                             | 3:50 |
| 15.   | Be There (featuring London Jae)                    |                                                     |                             | 5:05 |
| 60:42 |                                                    |                                                     |                             |      |

Note
- Seasons, What Can I Say, Jefe, Pray for Me et Looking Back contiennent des apparitions de Dave Chappelle